# Грайфсвалд
Грайфсвалд (на немски: Greifswald) e университетски и пристанищен град в Германия, провинция Мекленбург-Предна Померания. Градът се подразделя на 16 градски района. Към 2020 година населението на града е 59 282 души.

## Учебни заведения
Университетът в Грайфсвалд е основан на 17 октомври 1456 г. и е вторият най-стар в региона на Балтийско море и седмият най-стар в Германия. За основаването на университета големи усилия полага градоначалника и първи ректор Хайнрих Рубенов.

## Икономика
В близкото селище Лубмин от 1969 г. се изгражда Грайфсвалдската атомна електроцентрала, която е затворена малко след Обединението на Германия.

## Личности
Родени
- Тони Кроос (р. 1990), футболист
- Каспар Давид Фридрих, художник

Други
В института по физика към университета в периода 1917 до 1920 работи Йоханес Щарк, където получава Нобелова награда за физика за 1919 г.

## Побратимени градове
- Лунд, Швеция
- Оснабрюк, Германия, от 1988 г.

## Фотогалерия
- Останките на манастира Елдена
- Главното здание на университета
- Каспар Давид Фридрих „Кораби в пристанището на Грайфсвалд“, 1810 г.
- Паметник на Хайнрих Рубенов